# Servais Knaven
Servais Knaven (Lobith, Gelderland, 6 de març de 1971) és un ciclista neerlandès, ja retirat, que fou professional entre el 1994 i el 2010.
En el seu palmarès destaca la victòria a la París-Roubaix de 2001, cursa que finalitzà en setze ocasions, el Campionat dels Països Baixos en ruta de 1995 i una victòria d'etapa al Tour de França de 2003. Va disputar els Jocs Olímpics d'Estiu de 1992 i 2004.
Una vegada retirat passà a exercir de director esportiu del Team Sky/Ineos Grenadiers (2011-2022) i des del 2023 és el director esportiu i tècnic de l'AG Insurance - Soudal Quick-Step.

## Palmarès
- 1988
  - 1r als Tres dies d'Axel
- 1992
  - 1r de l'Olympia's Tour
- 1993
  - 1r de l'Olympia's Tour
  - 1r al Teleflex Tour
- 1995
  -  Campió dels Països Baixos en ruta
- 1997
  - 1r a la Volta a Dinamarca
  - Vencedor d'una etapa de la Volta a Suècia
- 1998
  - 1r a la Scheldeprijs
  - 1r a la Dwars door Gendringen
  - Vencedor d'una etapa de l'Étoile de Bessèges
- 1999
  - 1r a la Delta Profronde
- 2000
  - 1r als Dos dies dels Esperons d'or i vencedor d'una etapa
- 2001
  - 1r a la París-Roubaix
  - 1r a l'Acht van Chaam
- 2003
  - 1r a l'Acht van Chaam
  - Vencedor d'una etapa al Tour de França
  - Vencedor d'una etapa al Tour de Qatar
- 2005
  - Vencedor d'una etapa de la Tirrena-Adriàtica

### Resultats al Tour de França
- 1998. Abandona, junt amb tot l'equip TVM (19a etapa)
- 2000. 109è de la classificació general
- 2001. 90è de la classificació general
- 2002. 137è de la classificació general
- 2003. 123è de la classificació general. Vencedor d'una etapa
- 2004. 142è de la classificació general
- 2005. 149è de la classificació general

### Resultats a la Volta a Espanya
- 1995. 103è de la classificació general
- 1998. Abandona
- 1999. 94è de la classificació general

### Resultats al Giro d'Itàlia
- 2000. Abandona